# Olej hydrauliczny
Olej hydrauliczny to rodzaj oleju używanego jako medium robocze w napędach hydraulicznych i układach tłumiących. Zwykle ma on postać żółtawej lub czerwonawej cieczy.
Oleje hydrauliczne są medium nieściśliwym, dzięki temu można je sprężyć do ogromnego ciśnienia i uzyskać bardzo dużą siłę w małym napędzie. Jednocześnie olej smaruje elementy metalowe, co zmniejsza ich zużycie. Wadą oleju jest to, że zawsze pokrywa on pracujące z jego wykorzystaniem urządzenia, przez co ogranicza ich zastosowanie do miejsc niewymagających dużej czystości.
Istnieje ogromna gama olejów hydraulicznych. Wynika to z bardzo szerokiego zakresu temperatur i ciśnień w jakich pracują te ciecze. Najpopularniejsze w hydraulice są oleje mineralne, jednak czasami wykorzystuje się oleje syntetyczne. Przykładem zastosowań olejów hydraulicznych są siłowniki hydrauliczne, przekładnie hydrokinetyczne, olejowe amortyzatory, układy hamulcowe, czy napędy poruszające lotkami odrzutowców.
Najważniejsze parametry olejów hydraulicznych ogólnego przeznaczenia:
- lepkość kinematyczna: mm2/s – bardzo zależy od temperatury i dlatego wiele instalacji hydraulicznych ma nagrzewnice, które zapewniają rozgrzanie oleju przed uruchomieniem
- temperatura zapłonu: °C
- temperatura płynięcia: °C
- odporność na utlenianie
- stabilność termiczna
- ochrona przed korozją
- filtrowalność
- właściwości smarne.

Właściwości płynów hydraulicznych wpływają na pracę całego układu hydraulicznego i w znacznym stopniu decydują o efektywnym działaniu i żywotności urządzeń.